# Vodojem Jesenice
Vodojem Jesenice (VDJ Jesenice) je koncovou stavbou štolového přivaděče pitné vody z Úpravny vody Želivka do hlavního města Prahy. Do vodojemu přitéká již upravená pitná voda.

## Historie
V rámci I. etapy výstavby štolového přivaděče pitné vody z Úpravny Želivka do Prahy byl v obci Jesenice (okres Praha-západ) vystavěn velkoobjemový vodojem o obsahu 100 000 m3. Další nádrž o stejném objemu byla vystavěna v rámci III. etapy výstavby vodního díla Želivka v roce 1987. Vodojem je ve správě akciové společnosti Úpravna vody Želivka od roku 2013, provoz zabezpečuje dceřiná společnost Želivská provozní, a.s. Přímé zásobování ze štolového přivaděče a VDJ Jesenice: Trhový Štěpánov, Vlašim, Divišov, Čerčany, Benešov, Bystřice-Nesvačily, Sedlčany, Velké Popovice, Jílové, Davle, Luka pod Medníkem, Týnec nad Sázavou, Jesenice, Průhonice.

## Popis
Vodojem se skládá ze dvou dvoukomorových vodojemů, celkem ze čtyř nádrží o rozměrech 140 x 47,45 m a objemu 50 000 m3, hloubce 7,5 m. Zemní vodojem byl postaven ze železobetonu, má svislé stěny (zahloubené pod terén) a přisazené armaturní komory. Dno nádrží je rozděleno dilatačními spárami na čtverce 12 x 12 m a stejně jako stěny je odvodněno. K výstavbě sloupů, stropu a střešní konstrukce byly použity prefabrikované díly. Na střechu v rozměrech 1,5 x 12 m z předpjatého betonu.
Z uzávěrové komory vede potrubí o průměru 1600 mm do manipulační komory vodojemu Jesenice. Voda z Úpravny vody Želivka putuje 15 hodin, takovou dobu se zdržuje i ve vodojemu. Vodojem má zařízení na případné dochlorování pitné vody.
Z vodojemu Jesenice je pitná voda rozváděná do vodojemu Ládví II (22 km) a z něj do vodojemů Chodov, Spořilov, Kozinec, Hostivař, Klíčov a Ládví I. A na levý břeh Vltavy do vodojemu Vidoule (15 km). Potrubí má průměr 1200 mm s provozním tlakem do 10 atm.
Kvalita vody je sledována jednak akreditovanými laboratorními rozbory a také pomocí automatického měřicího systému. V roce 2011 bylo ve VDJ Jesenice instalováno zařízení včasného varovného monitorovacího systému kvality pitné vody. Toto zařízení je umístěno na konci přivaděče na nátoku do komor VDJ Jesenice.